# Larry Braggs
Larry Braggs er en amerikansk sanger født i Chicago. Han er forsanger i funk/soul-bandet Tower of Power.
Han fik et stipendium til University of Arkansas Pine Bluff, hvor han studerede drama og fik en pris for bedste aktør fra universitetets dramaafdeling. Han tog dog i stedet en bachelorgrad i musik fra universitetet.
Han var med i et kirkekor og sang hovedsageligt klassisk. I 1987 skiftede han dog genre og kom med i et soul/r'n'b-band.
I 2000 blev han forsanger i Tower of Power.

## Ekstern henvisning
- Larrys hjemmeside Arkiveret 13. september 2007 hos  Wayback Machine